# اسکندر شورا
اسکندر شورا (انگلیسی: Eskandar Shora) بوکسور آشوری اهل ایران بوده است.
وی در بازی‌های المپیک تابستانی ۱۹۴۸ در وزن ۸۰–۷۳ کیلوگرم (Light-Heavyweight) شرکت کرده است، شورا در مرحله اول با قرعه استراحت روبه‌رو شد و در مرحله دوم با شکست در برابر جاکومو دی سنی ایتالیایی از مسابقات حذف شد و در رده نهم رده‌بندی قرار گرفت.